# District de Nchelenge
Le district de Nchelenge est un district de Zambie, situé dans la Province de Luapula. Sa capitale se situe à Nchelenge. Selon le recensement zambien de 2000, le district a une population de 111 119 personnes.